# Jeanne Verwey-Tilbusscher
Jeanne Jacoba Verwey-Tilbusscher (Groningen, 4 mei 1907 – Haarlem, 27 januari 1990) was een Nederlands textielkunstenaar, aquarellist en tekenaar.

## Leven en werk
Jeanne Tilbusscher was een dochter van de Groninger onderwijzer Jacob Tilbusscher K.J.zn. (1876-1958) en Afina Ebbina Bulthuis. Ze bezocht de RHBS in Groningen en kreeg vervolgens een opleiding aan de Kunstnijverheidsschool en Academie Minerva. Ze behaalde onderwijsaktes voor tekenen (1929, 1932) en in de "fraaie handwerken voor meisjes" (1933). Ze publiceerde in deze periode verhaaltjes en versjes voor kinderen, voorzien van eigen tekeningen, in onder andere Ons Eigen Tijdschrift (1930, 1933) en het Nieuwsblad van het Noorden (1933). Tilbusscher ging aan de slag als lerares tekenen en stofversieren aan de Groningse Industrieschool voor meisjes en werkte later in Zwolle en Amersfoort. Van 1936 tot haar pensioen in 1972 was ze verbonden aan de Haarlemsche Huishoud- en Industrieschool en vanaf 1951 ook aan de Amsterdamse Industrieschool voor Vrouwelijke Jeugd. Als docente had ze zitting in een aantal examencommissies.
In Haarlem werd Tilbusscher lid van tekenclub De Acht. Ze leerde daar de schilder Kees Verwey (1900-1995) kennen, met wie ze in 1951 trouwde. Het paar woonde aan het Spaarne 108. Verwey schilderde en tekende meerdere portretten van haar, die onder andere werden opgenomen in de collecties van het Frans Hals Museum en het Rijksmuseum Amsterdam. Jeanne Verwey werkte in 1953 mee aan Ik kan handwerken, een standaardwerk over borduren en naaldwerk, dat vanaf 1966 verscheen onder de titel Het grote handwerkboek.
Jeanne Verwey-Tilbusscher overleed op 82-jarige leeftijd en werd begraven op Westerveld. Haar persoonlijk archief werd in 2006-2007 door het Frans Hals Museum overgedragen aan de Groninger Archieven.
- Biografisch Portaal: 02983162
- RKD-Nederlands Instituut voor Kunstgeschiedenis: 98682